# Кожабаев, Максат Аманкулович
Максат Аманкулович Кожабаев (род. 13 марта 1974 года, село Абай,  Келесский район, Чимкентская область, Казахская ССР) — казахстанский государственный деятель. Прокурор города Шымкент  (2018-2021). Заместитель Председателя Агентства РК по противодействию коррупции (с 2 июля 2021 года).

## Биография
В 1997 году окончил Карагандинский государственный университет имени Е. А. Букетова по специальности «юрист-правовед».
В 2018 году окончил Российскую Академию народного хозяйства и государственной службы при Президенте РФ
Государственный советник юстиции 3-класса.
Трудовую деятельность начал в 1997 году стажером в прокуратуре города Шымкент. В разные годы работал заместителем прокурора Туркестана, заместителем, затем начальником управления по надзору за законностью судебных постановлений по уголовным делам прокуратуры ЮКО. Был заместителем прокурора Алматы, заместителем прокурора ВКО.
Работал руководителем департамента Национального бюро по противодействию коррупции Жамбылской области. Возглавлял департамент Национального бюро по противодействию коррупции по Западно-Казахстанской области.
В 2017—2018 годы был первым заместителем прокурора Жамбылской области. С сентября 2018 года работал прокурором Шымкента.
Распоряжением Президента Казахстана Кожабаев Максат Аманкулович назначен заместителем председателя Агентства Республики Казахстан по противодействию коррупции.
Владеет казахским, русским, английским языками. Женат, отец троих детей.
В ноябре 2023 года приговорен к 5,5 годам тюремного заключения за мошенничество в особо крупном размере.

## Карьера
1997—1998 — стажёр прокуратуры города Шымкент;
1998—2000 — Прокурор отдела по надзору за законностью ОРД, следствия и дознания прокуратуры города Шымкент;
2000—2001 — Исполняющий обязанности начальника отдела по надзору за законностью судебных постановлений и исполнительного производства по уголовным делам прокуратуры г. Шымкент;
2001—2002 — Заместитель прокурора города Туркестан ЮКО;
2004—2006 — Прокурор Сарыагашского района ЮКО;
2009—2011 — Заместитель прокурора города Алматы;
2011—2012 — Заместитель прокурора ВКО;
2012—2014 — Начальник департамента по борьбе с экономической и коррупционной преступностью по Кызылординской области;
2014—2016 — Начальник департамента по делам государственной службы и противодействию коррупции по Жамбылской области;
2016—2017 — Руководитель Департамента Национального бюро по противодействию коррупции (Антикоррупционной службы) Агентства РК по делам государственной службы и противодействию коррупции по Западно-Казахстанской области;
2017—2018 — Первый заместитель прокурора Жамбылской области;
2018—2021 —Прокурор города Шымкент
С 2 июня 2021 года заместитель председателя Антикоррупционной службы.